# Hu Jianguan
Hu Jianguan (* 11. Mai 1993 in Shangrao) ist ein chinesischer Boxer im Fliegengewicht.

## Karriere
Hu wurde 2015 Chinesischer Meister und gewann zwei von vier Kämpfen in der Season V von World Series of Boxing. Er startete bei den Weltmeisterschaften 2015 in Doha und konnte sich bis ins Halbfinale vorkämpfen, wo er gegen Yosvany Veitía ausschied und eine Bronzemedaille gewann. Bei der asiatischen Olympiaqualifikation 2016 erreichte er den zweiten Platz und war damit bei den Olympischen Spielen 2016 startberechtigt.
Im Juni 2016 erreichte er den zweiten Platz beim kubanischen „Giraldo Cordova Cardin Tournament“. Er hatte dabei Julião Neto, Luis Correoso und David Jiménez besiegt, ehe er im Finale knapp mit 1:2 gegen Leonel de los Santos ausschied. Bei den Olympischen Spielen 2016 in Rio de Janeiro gewann er gegen Selçuk Eker, Narek Abgarjan und Yosvany Veitía, ehe er im Halbfinale gegen Michail Alojan mit einer Bronzemedaille ausschied.
Bei den Asienmeisterschaften 2019 in Bangkok gewann er eine Bronzemedaille und war Teilnehmer der Weltmeisterschaften 2019.
Im März 2020 gewann er die asiatische Olympiaqualifikation und konnte daraufhin an den 2021 in Tokio ausgetragenen Olympischen Spielen teilnehmen, wo er Sachil Alachwerdowi besiegte, aber im Achtelfinale gegen Ryōmei Tanaka ausschied.